# Ablerus aligarhensis
Ablerus aligarhensis är en stekelart som först beskrevs av Muhammad Sharif Khan och Shafee 1976.  Ablerus aligarhensis ingår i släktet Ablerus och familjen växtlussteklar. Inga underarter finns listade i Catalogue of Life.